# آگوستینا بلی
آگوستینا بِلّی (ایتالیایی: Agostina Belli؛ زادهٔ ۱۳ آوریل ۱۹۴۷) بازیگر اهل ایتالیا است. وی از سال ۱۹۶۸ میلادی تاکنون مشغول فعالیت بوده‌است و طی این مدت در بیش از ۵۰ فیلم ظاهر شد.
از فیلم‌ها یا برنامه‌های تلویزیونی که وی در آن نقش داشته‌است، می‌توان به بوی خوش زن و هفت‌تیر اشاره کرد.
وی با بازیگر سینما، فرد روبسام ازدواج کرده‌است.

## گزیده فیلم‌شناسی
- اغوای میمی (۱۹۷۲)
- شب شیاطین (۱۹۷۲)
- ریش آبی (۱۹۷۲)
- گاه‌شمار (۱۹۷۲)
- تن‌کامه (۱۹۷۲)
- هفت‌تیر (۱۹۷۳)
- وقتی عشق شهوت است (۱۹۷۳)
- زن زنده‌به‌گور (۱۹۷۳)
- آخرین برف بهار (۱۹۷۳)
- بوی خوش زن (۱۹۷۴)
- حلزون بزرگ (۱۹۷۴)
- خدمتکار منزل (۱۹۷۴)
- مردانگی (۱۹۷۴)
- بازی با آتش (۱۹۷۵)
- دو قلب، یک نیایشگاه (۱۹۷۵)
- سیم پنجم (۱۹۷۵)
- تلفن سفید (۱۹۷۵)
- عشق و انرژی (۱۹۷۵)
- دو قلب، یک نیایشگاه (۱۹۷۵)
- اپراتور بزرگ (۱۹۷۶)
- هولوکاست ۲۰۰۰ (۱۹۷۷)
- تاکسی بنفش (۱۹۷۷)
- مانائوس (۱۹۷۸)